# オギハラ
株式会社オギハラ（英: OGIHARA CORPORATION）は、日本の金型メーカー。

## 概要
主に自動車ボディ製造用の大型金型を手がけ、自動車用金型分野における世界最大手の企業である。日本のみならず世界中の自動車メーカーと取引関係を有している。
2002年にリップルウッドによる買収話が持ち上がるも、創業者の荻原一族から全ての株式を買い取る形での提案だったため買収は不調に終わった。代わりに創業者一族の立場を残した形で、将来の株式上場を提案した大和証券SMBCが資本参加している。
2009年春、タイの自動車部品大手サミットは発行済み株式の36%を取得し筆頭株主となり、オギハラは同社の傘下に入った。2010年4月1日、サミット社の方針により、館林市にある館林工場が中国の自動車メーカーの比亜迪汽車（BYD）に買収され、館林工場の土地、建物、設備と従業員約80人がBYDに引き継がれた。今後、BYDはオギハラが開発した金型を中国本土に持ち込み、中国人社員への技術移転を進めるとされた。

## 拠点
日本国内の工場は太田市に多く存在する。同業の宮津製作所とともに、金型産業の集積地を形成している。

### 日本国内
- 太田第一工場（太田市）
- 太田第二工場（太田市）
- 太田第三工場（太田市）
- 大原工場（太田市）

### 海外
日本の自動車メーカーの海外進出とともに、海外へも進出している。特に、アメリカへはビッグスリーから要請を受けて進出している。以下の国に工場を構えている。
- アメリカ（オギハラアメリカコーポレーション）
- タイ（オギハラタイランドカンパニー）
- 台湾（チャイナオギハラコーポレーション）
- イギリス（オギハラヨーロッパリミテッド）
- メキシコ（オギハラプロエザメキシコ）
- 中国上海（上海荻原模具有限公司）